# Crucitas de Gutiérrez
Crucitas de Gutiérrez är en ort i Mexiko.   Den ligger i kommunen Pénjamo och delstaten Guanajuato, i den centrala delen av landet, 280 km väster om huvudstaden Mexico City. Crucitas de Gutiérrez ligger 1 692 meter över havet och antalet invånare är 462.
Terrängen runt Crucitas de Gutiérrez är platt åt nordost, men åt sydväst är den kuperad. Runt Crucitas de Gutiérrez är det ganska tätbefolkat, med 93 invånare per kvadratkilometer. Närmaste större samhälle är Pénjamo, 13,9 km nordväst om Crucitas de Gutiérrez. Trakten runt Crucitas de Gutiérrez består till största delen av jordbruksmark.